# Estefanía Alfonso la Desdichada
Estefanía Alfonso «la Desdichada» (1148 - 1 de julio de 1180). Dama leonesa, fue hija ilegítima del rey Alfonso VII de León y de la condesa Urraca Fernández de Castro.

## Orígenes familiares
Por parte paterna era nieta del conde Raimundo de Borgoña y de la reina Urraca I de León, mientras que por parte materna eran sus abuelos Fernando García de Hita, señor de Hita y Uceda, y Estefanía Armengol, hija del conde Ermengol V de Urgel y de la condesa María Pérez.
Fue además medio hermana de los reyes Sancho III de Castilla y Fernando II de León, así como de la reina consorte de Pamplona Urraca la Asturiana, que contrajo matrimonio con el rey García Ramírez de Pamplona.

## Biografía

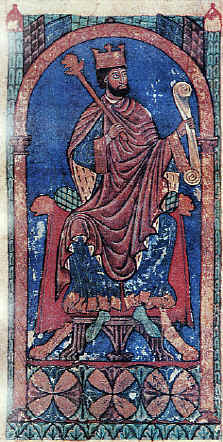
Miniatura medieval que representa a Alfonso VII de León.

Aunque se desconoce su fecha exacta de nacimiento, debió de ocurrir entre 1139, fecha en que comenzó la relación extramatrimonial entre Alfonso VII y su madre, la condesa Urraca Fernández de Castro, y 1148, año en el que el monarca otorgó un privilegio a favor de su amante Urraca y de la hija de ambos, Estefanía Alfonso. Su madre, que era una joven viuda, había contraído matrimonio, después de 1129, año en que se firmó el contrato de arras, con el conde Rodrigo Martínez, que murió en 1138 mientras participaba en el asedio de Coria.
Y en 1157 falleció el padre de Estefanía, Alfonso VII, cuando regresaba de una expedición, siendo sucedido en el trono de Castilla por su hijo Sancho III, y en el de León por su hijo Fernando II.
Se desconoce la fecha exacta en que contrajo matrimonio con su primo hermano Fernando Rodríguez de Castro el Castellano, que era hijo de Rodrigo Fernández de Castro el Calvo y de Eylo Álvarez, y que antes había estado casado con Constanza Osórez, hija del conde Osorio Martínez, pero Jaime de Salazar y Acha señaló que fue en 1168, y la historiadora Esther Pascua Echegaray señaló que en el acuerdo matrimonial debió influir la madre de la novia, que era además tía carnal de Fernando Rodríguez de Castro.
En la batalla de Lobregal, donde fueron derrotados los partidarios de la Casa de Lara, murió el conde Osorio Martínez a manos de su yerno, Fernando Rodríguez de Castro, que dirigió en esa batalla a las tropas de la Casa de Castro, y el historiador Jaime de Salazar y Acha señaló que poco después de la batalla, que se libró aproximadamente en marzo de 1160, el vencedor repudió a su esposa, Constanza Osórez, y se casó con Estefanía Alfonso, aunque otros autores señalaron equivocadamente que el matrimonio se celebró en 1174.
Y aunque el esposo de Estefanía, Fernando Rodríguez de Castro, era señor de la Casa de Castro y originario del reino de Castilla, siendo apodado por ello «el Castellano», al tiempo que era conocido como «el Leonés» en Castilla, abandonó ésta junto con sus hermanos debido al protagonismo que en ella habían alcanzado los miembros de la Casa de Lara, y alcanzó la dignidad de mayordomo mayor del rey Fernando II de León, que le concedió la mano de su hermana por parte de padre Estefanía Alfonso. Y el historiador Ricardo del Arco y Garay señaló que Fernando II concedió a su medio hermana Estefanía como dote el Infantado de León.

### Asesinato
Algunos autores señalan que el 1 de julio de 1180, Estefanía Alfonso fue asesinada por su esposo, Fernando Rodríguez de Castro, quien, según recogen algunas fuentes, aunque otras no han dejado constancia del suceso, supuso que su esposa le había sido infiel y la asesinó, todo lo cual se relata en el capítulo XXXIII de la Crónica del ínclito emperador de España don Alonso VII, escrita por el obispo Prudencio de Sandoval en 1600 y basada principalmente en la Chronica Adefonsi Imperatoris y en algunos relatos tradicionales de dudosa veracidad histórica.
Según refiere la tradición, una de las criadas de Estefanía Alfonso mantenía relaciones amorosas con un individuo, y para asegurarse de no ser descubierta, acudía a las citas con su amante vestida con las ropas de su señora Estefanía, hasta que alguien comunicó a Fernando Rodríguez que su esposa le traicionaba. Y el ultrajado esposo espió a los amantes y apuñaló al amante de la criada, que huyó hacia los aposentos de Estefanía Alfonso, la cual yacía dormida en su habitación hasta que su esposo llegó y la asesinó, asestándole varias puñaladas.
Poco después del asesinato, según la tradición, acudieron a los aposentos de Estefanía Alfonso varios criados con luces, así que entonces el asesino se percató de que su esposa yacía en la cama desnuda, y de que no había tenido tiempo de desvestirse antes de su llegada, y por ello, registró la habitación, y descubrió entonces a la criada, que estaba escondida bajo la cama donde yacía muerta su señora. Poco después, el señor de la Casa de Castro mandó quemar viva a la criada culpable y, llevando una soga al cuello y la daga con la que había cometido el crimen, se entrevistó con su cuñado, Fernando II de León, a quien pidió perdón y solicitó que le aplicara el castigo merecido por el error cometido, aunque el monarca, a pesar de que la fallecida era su hermana, no castigó al asesino. Sin embargo, en la Crónica del ínclito emperador de España don Alonso VII, de Prudencio de Sandoval, se afirma que Fernando Rodríguez de Castro pidió perdón a Alfonso VII, padre de la víctima, y no a Fernando II de León, lo cual es imposible, ya que el asesinato ocurrió en 1180 y el padre de Estefanía falleció en agosto de 1157. Lope de Vega escribió sobre este asunto histórico, siguiendo la crónica de Sandoval, una tragedia, La desdichada Estefanía (véase abajo).

## Sepultura

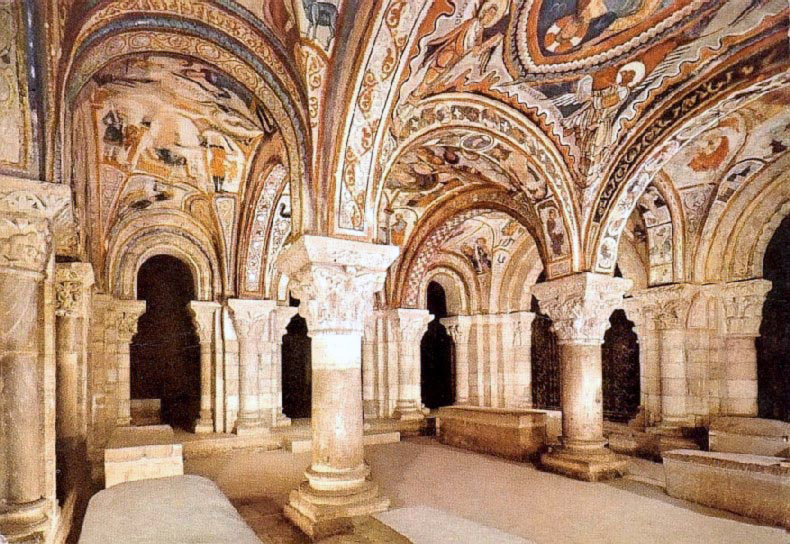
Panteón de Reyes de San Isidoro de León.

Fue sepultada en el Panteón de Reyes de San Isidoro de León, donde había sido enterrada su abuela paterna, la reina Urraca I de León, que falleció en el año 1126, y sus restos fueron depositados en un sepulcro de piedra, en el interior del Panteón de Reyes, que fue colocado junto al sepulcro que contenía los restos de su abuela, y donde aparecía el siguiente epitafio:

H. R. INFANTISSA DOMINA STEPHANIA, FILIA IMPERATORIS ADEFONSI, CONJUX FERDINANDI RODERICI POTENTISSIMI BARONIS, MATER PETRI FERDINANDI CASTELLANI, QUAE OBIIT ERA MCCXVIII. KAL. JULII.

Que traducido al castellano viene a decir:

Aquí yace la infanta doña Estefanía, hija del Emperador Alfonso, esposa del poderosísimo Fernán Ruiz, madre de Pedro Fernández Castellano, que falleció el día 1 de julio de 1180.

## Matrimonio y descendencia
Fruto de su matrimonio con Fernando Rodríguez de Castro el Castellano, hijo de Rodrigo Fernández de Castro el Calvo y de Elo Álvarez, nacieron dos hijos, aunque algunos autores solamente mencionan la existencia del primero de ellos:
- Pedro Fernández de Castro el Castellano (m. 1214).[24] Señor de Paredes y del Infantado de León.
- Sancha Fernández de Castro.[c]

## Estefanía Alfonso en la literatura
El asesinato de Estefanía Alfonso, llevado a cabo por su esposo en 1180, inspiró la tragicomedia de Lope de Vega titulada La desdichada Estefanía, que fue escrita en 1604. Probablemente en algún momento entre 1604 y 1608 Luis Vélez de Guevara escribió Los celos hasta los cielos y desdichada Estefanía, inspirada también en el asesinato de Estefanía Alfonso, aunque la obra de Lope de Vega guarda más fidelidad a los hechos históricos que la de Vélez de Guevara, en opinión de diversos autores.
También conviene señalar que en 1596 Lope de Vega escribió, basándose en la Leyenda de los comendadores de Córdoba, una obra de teatro titulada Los comendadores de Córdoba, que fue impresa en Madrid en 1609 en la Parte Segunda de las comedias de Lope de Vega y está basada en los asesinatos cometidos en Córdoba en el siglo XV por Fernando Alfonso de Córdoba cuando descubrió que su esposa le era infiel.